# ウィーン・ダービー
ウィーン・ダービーは1950年代に使われるようになった呼称でオーストリアの首都ウィーンに本拠地を置く2つのサッカークラブ、SKラピード・ウィーンとFKアウストリア・ウィーンのダービーマッチを指す。
現在は共に様々な階級のファンに支持されている両クラブだが、歴史上は「労働者階級のクラブ」SKラピード・ウィーンと「富裕層のクラブ」FKアウストリア・ウィーンという階級対決の側面があった。

## 概要
ヨーロッパでも最も歴史のある1部リーグのダービーマッチの一つとして知られ、2022年10月10日現在、これまでの対戦記録は通算337試合(内304試合がオーストリア・ブンデスリーガ1部での試合)。通算試合数においてはスコットランドのセルティックFCとレンジャーズFCのダービーマッチ、オールドファームに次ぎヨーロッパで2番目の記録を誇る歴史ある1部におけるダービーマッチである。
また、どちらかのクラブ降格などによってダービーマッチが開催されないシーズンが一度も無かったため、現在ではヨーロッパで最も長い期間、継続して開催されているサッカーのダービーマッチである。

## 歴史・背景
SKラピード・ウィーンとFKアウストリア・ウィーンのライバル関係は、当初から2つの「階級闘争」のように、覇権をめぐる戦いの側面を持っていた。
SKラピード・ウィーンは1897年労働者向けにオーストリアで設立された最初のサッカークラブであり、一方FKアウストリア・ウィーンは知識人層も巻き込んだ”富裕層”向けのサッカークラブであった。
最初の公式戦でのダービーは1911年9月8日に開催され、SKラピード・ウィーンが4-1で勝利した。FKアウストリア・ウィーンの初勝利は1917年11月11日の1-0である。
1920年代からは生涯で1000得点以上を記録したFWフランツ・ビンダーに代表されるように闘う姿勢を全面的に押し出すパワフルなSKラピード・ウィーンと1930年代前半にヨーロッパ最強といわれヴンダーチームと呼ばれたオーストリア代表主将マティアス・シンデラーを中心とした華麗なコンビネーションサッカーを展開するテクニカルなFKアウストリア・ウィ－ンと、現在まで残るそれぞれのクラブのイメージが定着した。
歴史的な観点から最も対照的な時を送ったのはナチス・ドイツがオーストリアを併合（アンシュルス)した1938年から第二次世界大戦が終了する1945年まで時期だった。独墺併合はSKラピード・ウィーンの運営に対しての悪影響は少なく、ドイツ・ブンデスリーガの前身であるドイツ・サッカー選手権（1941年）とDFBポカール（1938年）で優勝を果たした唯一のドイツ外のクラブになったが、ユダヤ系オーストリア人が多く所属していたFKアウストリア・ウィーンに対しては多くの経営陣や選手に対する追放処分が下された。またクラブ名を強制的にSCオストマルクに変更され、歴史あるプロクラブから一アマチュアクラブへの降格を余儀なくされた。
強いライバル関係を築き上げながら共にオーストリアのトップリーグを牽引する屈指の人気クラブへと発展していくが、元々はウィーン市内の同じヒーツィング地区(現13区)で創設されたクラブであった。1930年代にFKアウストリア・ウィーンが本拠地をウィーン市内の別の地区に移したことにより同じ地区内のダービーでは無くなるが、共にリーグ屈指の人気クラブに成長したことから、ウィーンのダービーマッチがオーストリアを代表するダービーに発展した。1946年~64年の間はその内4シーズン以外はすべて、SKラピード・ウィーンかFKアウストリア・ウィーンのどちらかがリーグで優勝を果たしている。1978年~88年の間もデッドヒートを繰り広げ、どちらかのクラブがリーグ優勝を手にした。
近年は”階級差”によるファン層の区分はなくなりつつあり、現在は両クラブとも広く、様々な階級のファンから愛される人気クラブになっている。

## ホームスタジアム
| チーム名                 | スタジアム名                 | 収容人員 | 画像 | 備考 |
| ------------------------ | ---------------------------- | -------- | ---- | ---- |
| SKラピード・ウィーン     | アリアンツ・シュターディオン | 28,000人 |      |      |
| FKアウストリア・ウィーン | ジェネラーリ・アレーナ       | 17,500人 |      |      |